# Округ Џаспер (Мисури)
Округ Џаспер (енгл. Jasper County) је округ у америчкој савезној држави Мисури.

## Демографија
По попису из 2010. године број становника је 117.404, што је 12.718 (12,1%) становника више него 2000. године.
| Група             | 2000.          | 2010.           |
| Белци             | 95.336 (91,1%) | 101.019 (86,0%) |
| Афроамериканци    | 1.551 (1,5%)   | 2.267 (1,9%)    |
| Азијати           | 727 (0,7%)     | 1.167 (1,0%)    |
| Хиспаноамериканци | 3.615 (3,5%)   | 8.027 (6,8%)    |
| Укупно            | 104.686        | 117.404         |